# Благодатное (Каховский район)
Благода́тное (укр. Благодатне; до 2016 г. Жовтне́вое) — село в Чаплинской поселковой общине Каховского района Херсонской области Украины.
Население по переписи 2001 года составляло 158 человек. Почтовый индекс — 75213. Телефонный код — 5538. Код КОАТУУ — 6525483502.

## Местный совет
75213, Херсонская область, Чаплинский р-н, с. Преображенка, ул. Кирова, 23